# جغرافیای توگو

موقعیت توگو در غرب آفریقا.

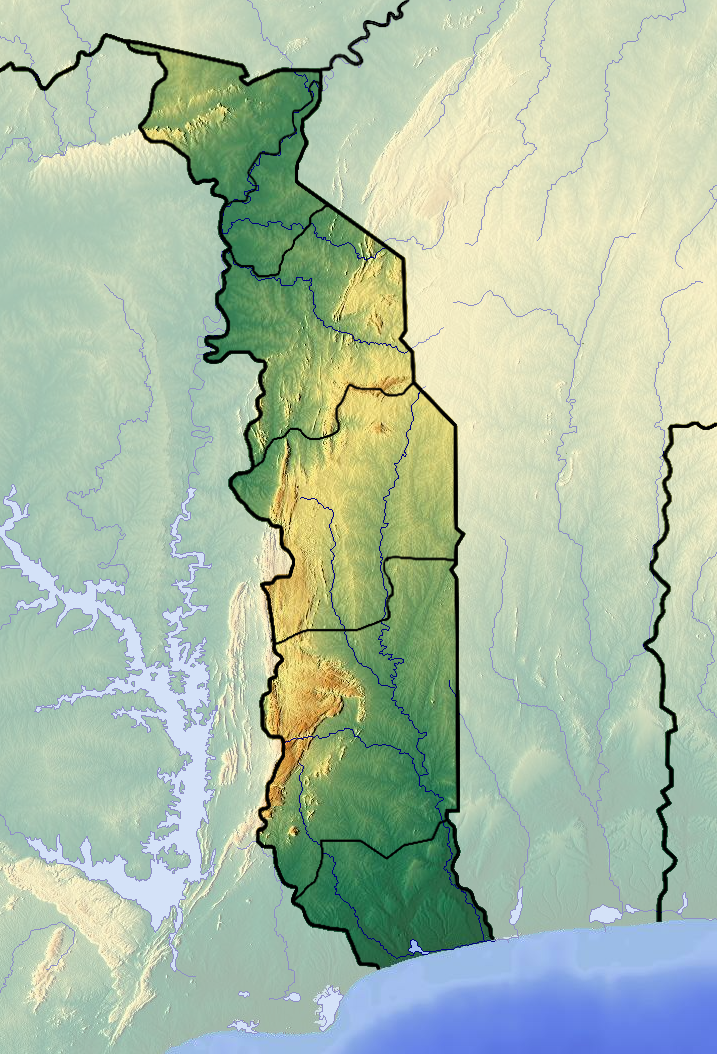
نقشه ناهمواری‌های توگو.

نقشه سیاسی توگو.

توگو یک کشور کوچک آفریقایی است که خاک آن به صورت یک نوار طولانی باریک در غرب آفریقا واقع شده‌است. پایتخت توگو شهر لومه است. 
مختصات جغرافیایی توگو به عرض ۸ درجه شمالی و طول جغرافیایی ۱°۱۰′ درجه شرقی است. این کشور با سه کشور هم‌مرز است: بنین از شرق، با ۶۴۴ کیلومتر مرز. بورکینافاسو در شمال، با ۱۲۶ کیلومتر مرز؛ و غنا، با ۸۷۷ کیلومتر مرز.
این کشور یک نوار باریک است که در پشت تالاب‌های ساحلی و دشت‌های باتلاقی به سمت شمال تا فلاتی تپه‌ماهوری ادامه پیدا می‌کند. به سمت شمال، این فلات به دشت وسیعی فرود می‌آید که توسط رودخانه اوتی آبیاری می‌شود. منطقه مرکزی کشور با جنگل‌های برگ‌ریز پوشانده شده‌است، در حالی که دشت علفزار گرمسیری به سمت شمال و جنوب امتداد دارد. در شرق، رودخانه مونو به دریا می‌رسد. توگو دارای سواحل شنی طولانی است که درختان نخل بر آنها سایه انداخته‌اند.
در سمت جنوب، توگو ۵۶ کیلومتر خط ساحلی در امتداد خلیج بنین دارد. این خلیجک بخشی از خلیج گینه در اقیانوس اطلس شمالی است.
توگو از خلیج بنین به سمت شمال ۵۷۹ کیلومتر ادامه پیدا می‌کند و عریض‌ترین محل در این باریکه شمالی-جنوبی، تنها ۱۶۰ کیلومتر پهنا دارد. در مجموع، توگو ۵۶۷۸۵ کیلومتر مربع مساحت دارد که ۵۴۳۸۵ کیلومتر مربع آن خشکی و ۲۴۰۰ کیلومتر مربع آن آب است. توگو معمولاً به شش منطقه جغرافیایی تقسیم می‌شود.
منابع طبیعی این کشور عبارت است از فسفات، سنگ آهک، سنگ مرمر و زمین‌های قابل کشت.
توگو زمانی پوشیده از جنگل بود اما بیشتر آن به خاطر کشاورزی و چوب‌بری از بین رفته‌است. حیات وحش این کشور هیچگاه آن‌طور غنی نبوده اما اکثر گونه‌های بومی به دلیل فشار جمعیت انسانی و شیوه‌های شکار از بین رفته‌اند. توگو برخی از مناطق را برای پارک ملی در نظر گرفته‌است، اما افزایش فشار برای کشاورزی باعث کاهش اندازه این مناطق شده‌است.

## جغرافیای طبیعی
در جنوب کشور سواحل شنی کم‌ارتفاع وجود دارد. منطقه ساحلی آن عرض کمی دارد و در پشت آن محدوده جزر و مدی و تالاب‌های کم‌عمق جای گرفته‌است. در این کشور همچنین تعدادی دریاچه وجود دارد که بزرگترین آنها دریاچه توگو است.
فلات اوآچی با ارتفاع متوسط از ۶۰ تا ۹۰ متر، در داخل کشور حدود ۳۲ کیلومتر از ساحل امتداد دارد. در شمال شرقی این فلات یک جلگه با ارتفاع ۴۰۰ تا ۴۶۰ متر قرار دارد. رودخانه مونو و سرشاخه‌های آن این منطقه را زهکشی می‌کند. ارتفاع زمین به تدریج به سمت جنوب غرب و غرب این جلگه بالا می‌رود و کوه‌های توگو را تشکیل می‌دهد که بلندترین نقطه کشور، کوه آگو، با ارتفاع ۹۸۶ متر را در خود جای داده‌است. حوضه آبریز رودخانه اوتی شامل فلات ماسه‌سنگی است که توسط اوتی و سرشاخه‌های آن زهکشی شده‌است. در شمال کوه‌های توگو واقع شده‌است.
در شمال کوه‌های توگو یک فلات ماسه‌سنگی قرار دارد که رودخانه اوتی از آن می‌گذرد. مشخصه آن پوشش گیاهی گرم‌دشتی است. رودخانه اوتی که فلات را زهکشی می‌کند یکی از شاخه‌های اصلی رودخانه ولتا است. در شمال غربی توگو منطقه‌ای مرتفع‌تر قرار دارد با سنگ‌هایی از جنس سنگ خارا و گنیس. صخره‌های داپائونگ (داپانگو) در این قسمت از توگو واقع شده‌است.

## آب و هوا
آب و هوای توگو به‌طور کلی گرمسیری است و دمای متوسط آن از ۲۷٫۵ درجه سانتی‌گراد در ساحل تا حدود ۳۰ درجه سانتی‌گراد در شمالی‌ترین مناطق اندازه‌گیری می‌شود و در شمال آب و هوا خشک همراه با ویژگی‌های یک دشت گرمسیری است. در جنوب دو فصل باران وجود دارد (فصل اول بین آوریل و ژوئیه و فصل دوم بین سپتامبر و نوامبر) و متوسط بارندگی در کشور بسیار زیاد است. آب و هوا به مدت هفت ماه گرمسیری و مرطوب است. باد خشک هارماتان از نوامبر تا مارس از جنوب می‌آید و هوای سردتری را همراه خود دارد.

## نگاره‌ها

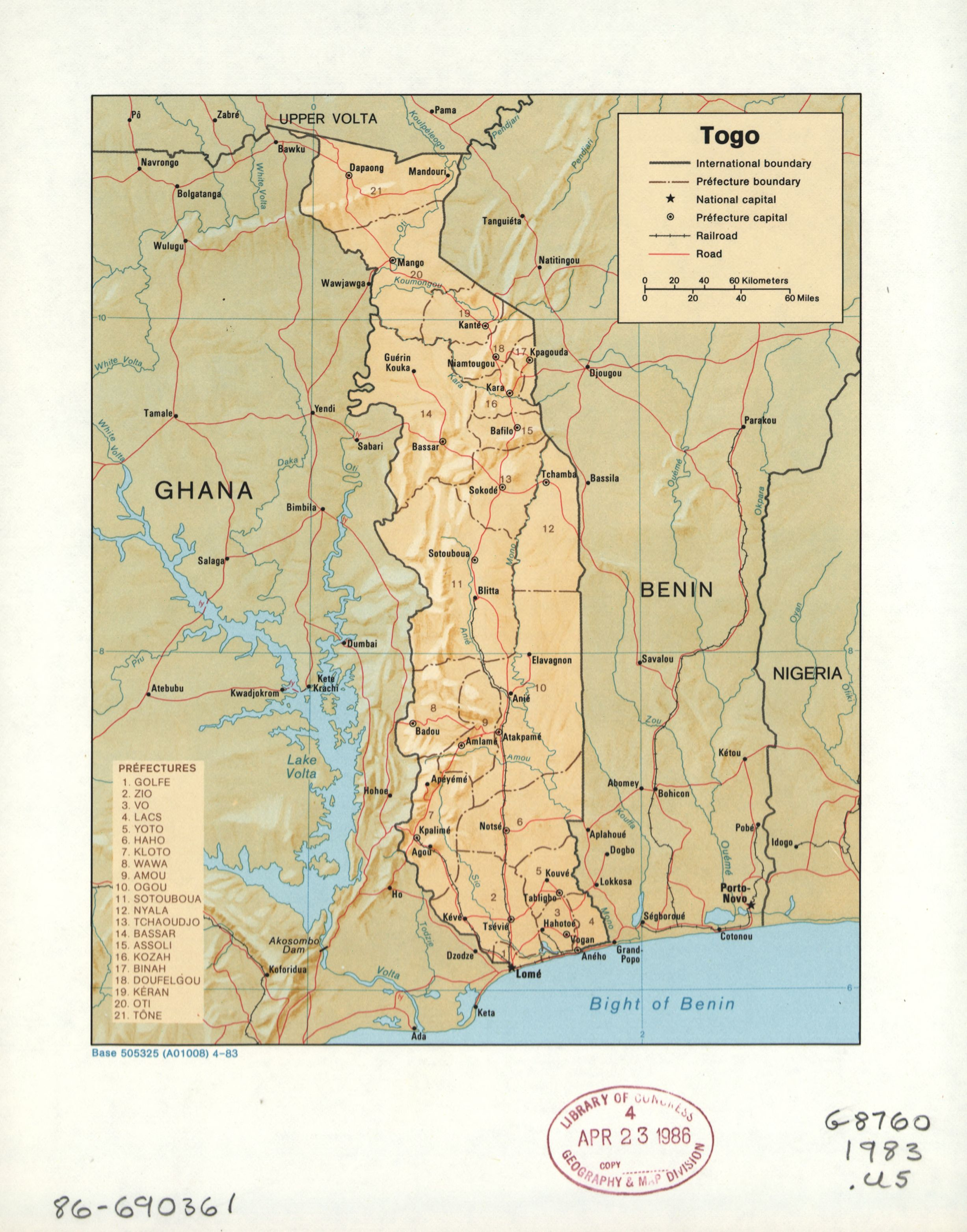
نقشه سیاسی توگو
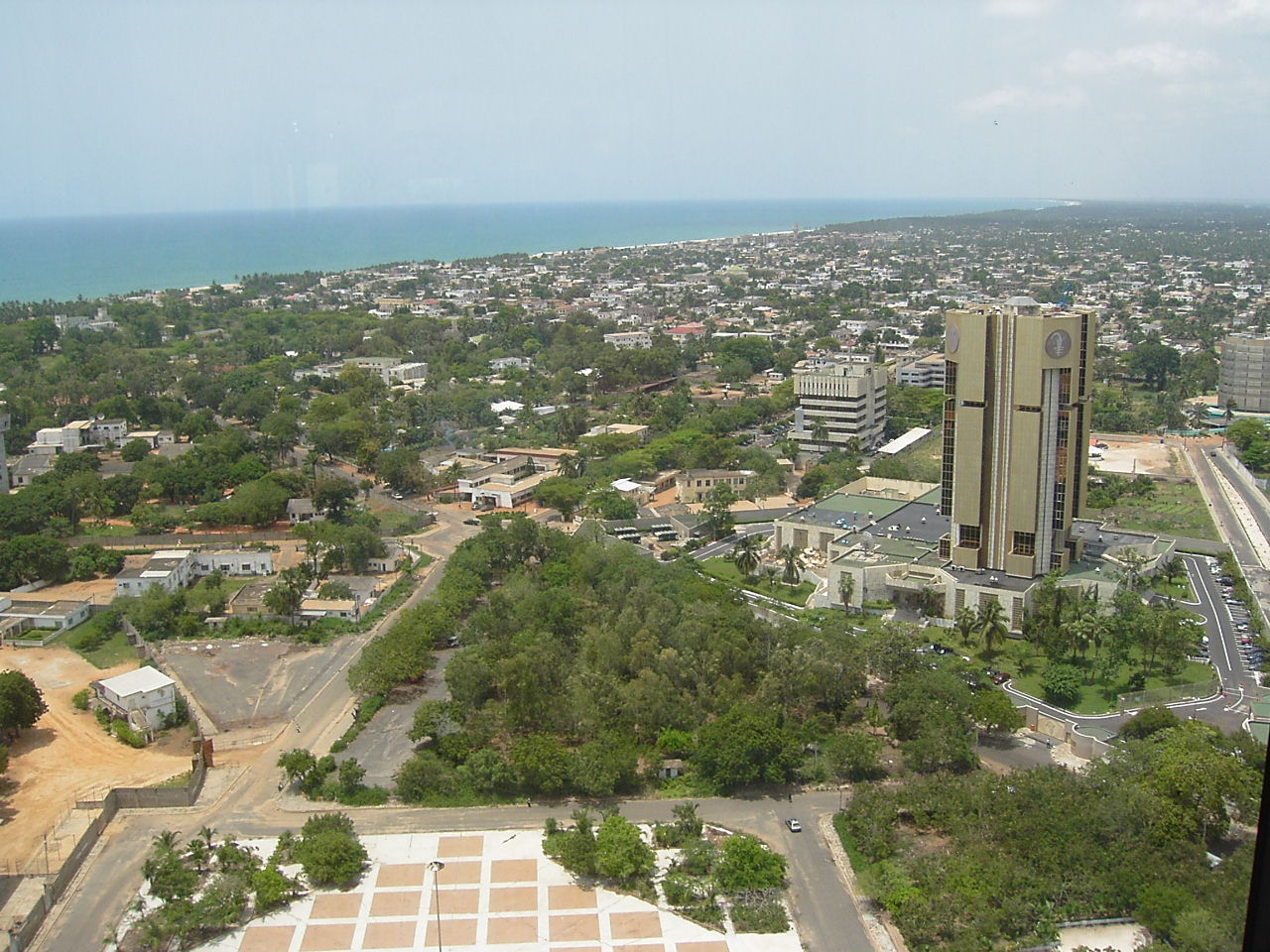
نمایی از شهر لومه، پایتخت توگو
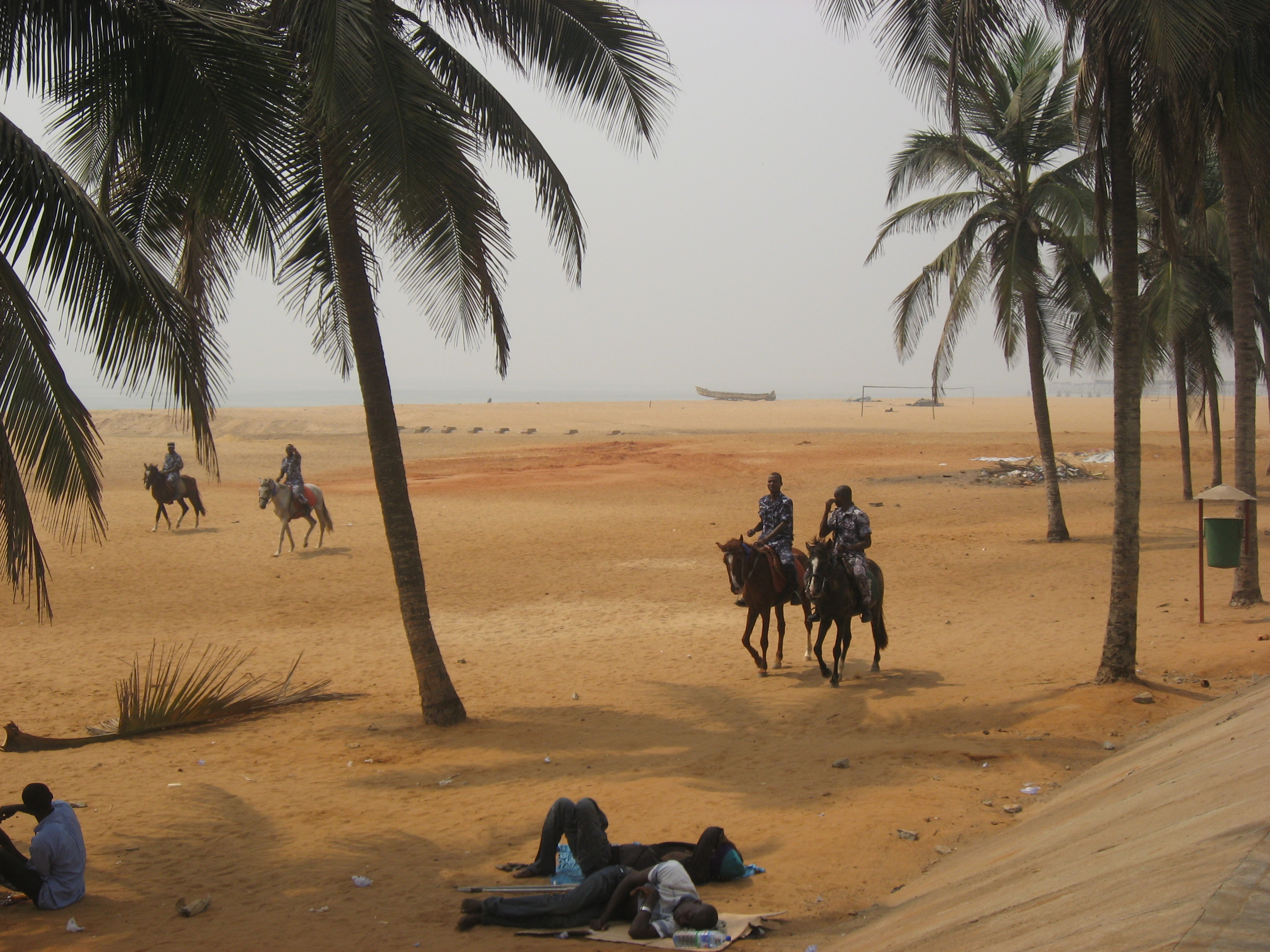
ساحل شهر لومه
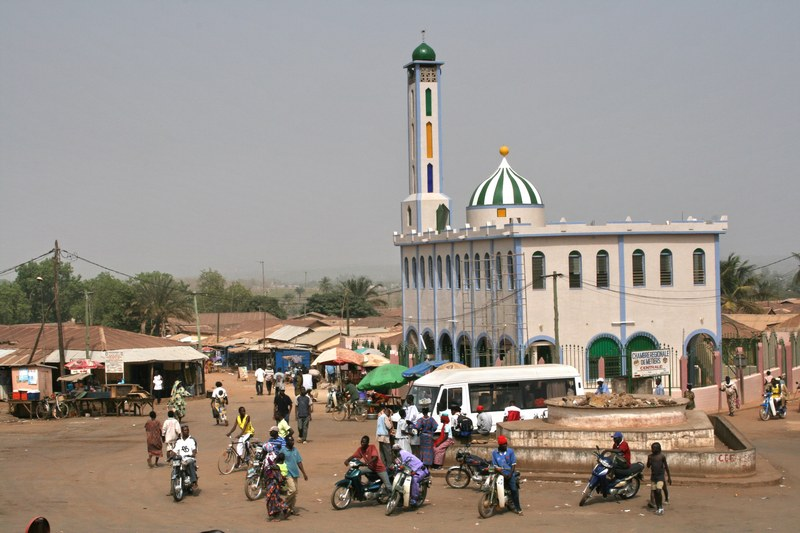
مسجد و بازارچه شهر سوکوده در میانه توگو
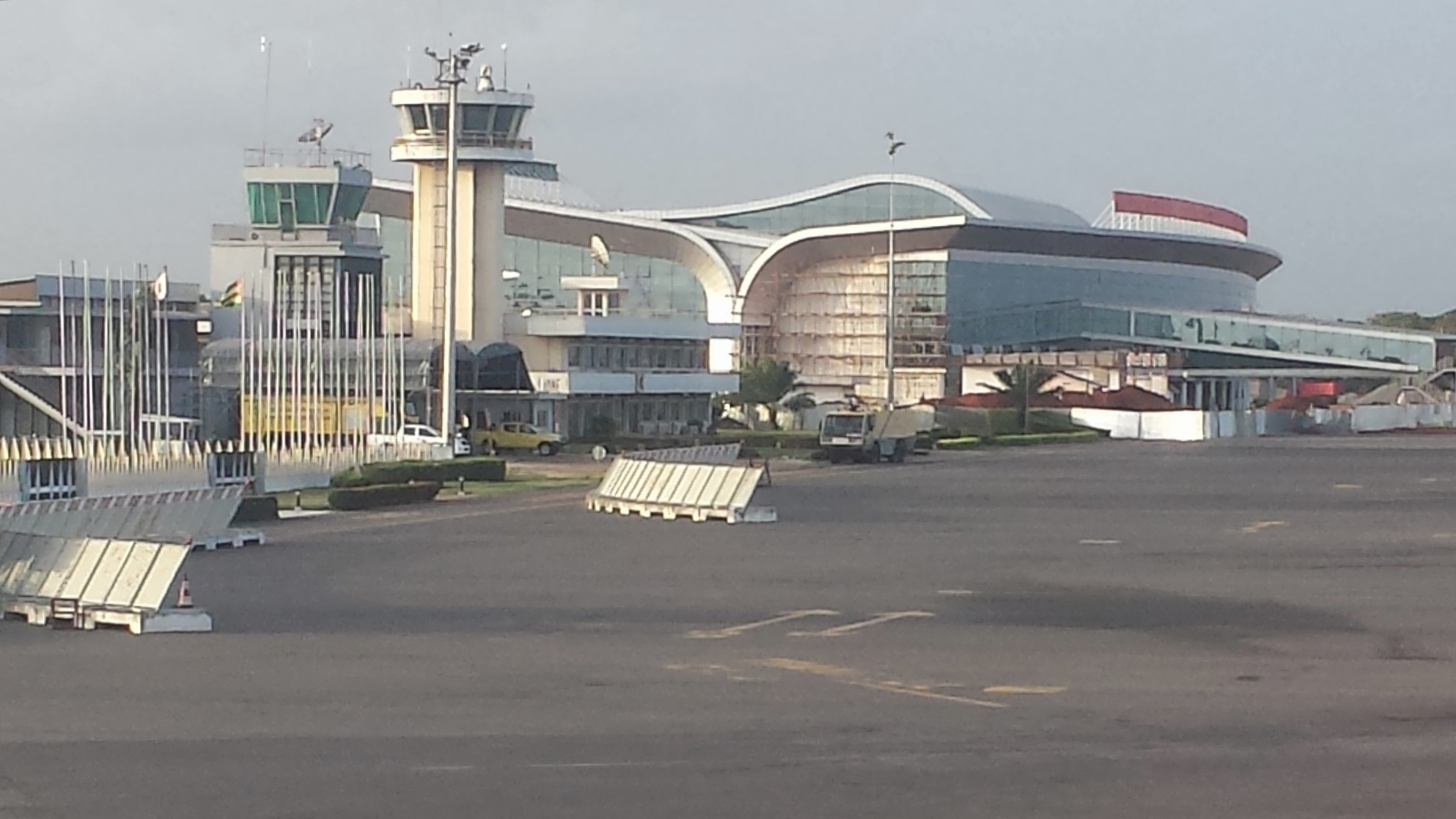
فرودگاه لومه